# Brynjulf Bull
Brynjulf Friis Bull (født 17. oktober 1906 i Kristiania, død 18. juni 1993 sammesteds) var en norsk jurist, højesteretssagfører og politiker for Arbeiderpartiet.

## Opvækst og uddannelse
Brynjulf Bull voksede op på Alfaset i Kristiania, som en af flere sønner af forretningsmanden Trygve Bull og dennes hustru Sally Bull, født Friis. En af hans brødre var Trygve Bull. På faderens side tilhørte familien den trønderske slægt Bull. Efter skolegang på Fru Nielsens Latin- og realskole aflagde han examen artium ved Oslo katedralskole i 1925 og begyndte derefter på jurastudier ved Universitetet i Oslo.
Som student blev han medlem af den kommunistiske akademikergruppe Mot Dag og organisationen Clarté, som var mere internationalt orienteret, men i Norge nært knyttet til Mot Dag. Han blev leder af Clarté i 1933. I 1935 blev han leder af Studentersamfundet.
Bull var interesseret i skuespilkunsten og involverede sig både som skuespiller og leder i Studentersamfundets Theater ved Det Norske Studentersamfund.
Han aflagde juridisk embedseksamen i 1930.

## Karriere
I 1933 etablerede Bull egen advokatpraksis, hvor han blandt andet tog sager for fagbevægelsen og straffesager. Under krigen førte arbejdet for fagbevægelsen til, at han blev arresteret af tyskerne og sat i fængsel blandt andet på Grini fra 1942 til 1944.
Efter krigen var han statsadvokat for landssvigersager 1945–47.
Fra 1953 til 1963 var Bull præsident for Arbejdsretten i Norge.
Efter Mot Dag gik ind i Arbeiderpartiet blev også Brynjulf Bull engageret i partiet. Han blev valgt ind i Oslo kommunalbestyrelse i 1945. I 1948 blev han supplerende ordfører og i 1952 ordfører. Ordførerpositionen beholdt han til 1975 med undtagelse af perioderne 1958-1959 og 1962-1963.
I 1966 var han central i løsningen af «teaterstrejken». Bull var initiativtager til, og første bestyrelsesformand for, Oslo Konserthus. I Oslo er den vestre del af byens rådhusplads opkaldt efter ham.
Han modtog St. Hallvardsmedaljen i 1976.

## Familie
Bull var fra 1937 gift med Ruth Berhnardina Øgrim og far til tidligere statssekretær Bernt Bull.